# Робиду, Ален
Але́н Робиду́ (фр. Alain Robidoux; род. 25 июля 1960, Сен-Жером, Квебек (Канада)) — канадский профессиональный снукерист; играл в мэйн-туре в 1988—2002 годах, сейчас продолжает играть в Канаде.
Лучший результат снукериста Алена Робиду — выход в финал German Open в 1996 году. Он проиграл 7:9 Ронни О'Салливану. Пиком его карьеры был 1997, когда он добрался до полуфинала чемпионата мира и получил № 9 в официальном рейтинге по итогам сезона. Известен как мастер трикшота (артистического бильярда), что высоко оценивалось такими звёздами, как Алекс Хиггинс и Стив Дэвис. В 1996 был чемпионом мира по трикшоту. Держит собаку по кличке Дэлтон. 
 С ним произошёл своеобразный казус: Робиду был нещадно разбит на чемпионате мира 1996 молодым и амбициозным Ронни О’Салливаном, 3:10, причём О’Салливан весь матч играл левой рукой. Робиду в гневе обвинил О’Салливана в неуважении, что дало повод для официального разбирательства WPBSA. Позднее О’Салливан, сыграв назначенный матч левой рукой, доказал всем (в том числе и чиновникам), что является единственным снукеристом, равно успешно играющим с обеих рук.

## Биография
Ален Робиду последовал по стопам трёх великих канадских снукеристов 80-х годов: Клиффа Торбурна, Кирка Стивенса и Билла Вербенюка, став первым номером Канады на долгие десять лет. 
 Франкоканадец был открытым и весёлым парнем, который мог оказаться гораздо выше 9-го места в мировом рейтинге. 
 Робиду присоединился к мэйн-туру, не имея за плечами ни одного выигранного матча. В конце 80-х в WPBSA было немало «нетурнирных» профессионалов. Они присутствовали в рейтинговом списке, но не могли играть на большинстве рейтинговых турниров. 
 Дебютировав в 1988 году на чемпионате мира, Робиду сумел выиграть первые два матча и пробиться в Топ-128 по итогам сезона. 
 На первом своем серьёзном турнире, Fidelity Unit Trusts International 1988, Ален Робиду на равных играл со Стивом Дэвисом и уступил лишь в решающем фрейме. 
 Уже через месяц в полуфинале Гран-при в упорной борьбе Робиду проиграл Алексу Хиггинсу — 7:9, но после этого матча всем стало ясно, что канадец представляет собой серьёзную угрозу элите снукера.
В сентябре 1988 года он стал шестым игроком в истории снукера, сделавшим официальный максимум. Это было в рамках квалификации к European Open.
Ален Робиду провёл всего два полных сезона, входя в Топ-16. В 1990 году, вместе с Клиффом Торбурном и Бобом Шапероном завоевал для Канады Кубок мира. Время шло, побед становилось всё меньше и меньше, игровая форма шла на спад, но в 1996 году Робиду удалось квалифицироваться на чемпионат мира. 
 А в Крусибле случился казус, описанный выше. Это был очень противоречивый матч: впервые на таком серьёзном турнире О’Салливан играл одной только левой рукой. Канадец счёл, что тот издевается над ним и, при счёте 2:8, при множестве необходимых снукеров на розовом шаре, вышел к столу. О’Салливан решил не забивать розовый, и зрители канала BBC стали свидетелями десятиминутного театра абсурда. На пресс-конференции оба не записали этот матч себе в актив, однако сделали всё возможное, чтобы реабилитироваться в следующем сезоне на German Open. Захватывающий германский финал проходил на очень высоком уровне, но победа вновь досталась Ронни О`Салливану, 9:7.
В 1997 году Алену Робиду удалось дойти до полуфинала чемпионата мира, победив по пути Брайана Моргана, Стефана Мазроциса и Ли Уокера, прежде чем проиграть будущему чемпиону мира Кену Доэрти — 7:17.
Оказавшись на 9-м месте в рейтинге, он был готов к, возможно, самому успешному периоду в карьере — но, увы, этому не суждено было случиться. Ему потребовалось отремонтировать свой любимый кий, который он называл «Угрём». Он отослал кий тому мастеру, который изготовил его. Мастеру не понравилось, что Робиду наклеил на кий логотип одного из своих спонсоров. Он был настолько взбешён, что просто-напросто разломал оружие канадца и отослал назад. Кий, естественно, больше не подлежал ремонту, а Робиду был вынужден начать сезон с новой моделью. Итогом этой истории стал провальный сезон с «нулём» в графе побед.
Карьера Робиду пошла на спад, вскоре он оказался внизу рейтинга и впал в депрессию. Несколько лет спустя на вопрос: простил ли он мастера, Ален дал очень искренний ответ: «Я бы его убил».
Не оправившись после случившегося, последний из великих канадцев покинул мэйн-тур. Он по-прежнему играет в Канаде и комментирует пул для местного телевидения на французском языке.

## Значимые результаты в снукере
- Canadian Professional — 1988
- Чемпионат мира по артистическому снукеру — 1996
- Sweater Shop International Open 1995 — полуфинал
- Гран-при 1996 — четвертьфинал
- Чемпионат Великобритании 1996 — четвертьфинал
- German Open 1996 — финал
- Чемпионат мира 1997 — полуфинал